# Ка Соци (Форли-Чезена)
Ка Соци је насеље у Италији у округу Форли-Чезена, региону Емилија-Ромања.
Према процени из 2011. у насељу је живело 35 становника. Насеље се налази на надморској висини од 16 м.